# Expressions (Don Williams)
Expressions is een muziekalbum van Don Williams uit 1978. Deze elpee leverde hem in 1979 een Edison op in de categorie countrymuziek.
Het album bereikte respectievelijk nummer 2 en 1 in de Amerikaanse en Canadese albumtop voor countrymuziek van Billboard Magazine. Het bevat drie nummers die op single werden uitgebracht, Tulsa time, Lay down beside me en It must be love, met in de Hot Country Singles respectievelijk plaats nummer 1, 3 en 1.
Don Williams produceerde Expressions samen met Garth Fundis in de studio van Jack Clement in Nashville. Het arrangement was van Charles Cochran. 

## Nummers
| Nummer | Naam                          | Duur | Opmerkingen |
| ------ | ----------------------------- | ---- | ----------- |
| A1     | I would like to see you again | 2:51 |             |
| A2     | You've got a hold on me       | 2:29 |             |
| A3     | Tears of the lonely           | 3:07 |             |
| A4     | All I'm missing is you        | 3:25 |             |
| A5     | Tulsa time                    | 2:41 |             |
| B1     | Lay down beside me            | 2:50 |             |
| B2     | Give it to me                 | 3:02 |             |
| B3     | Not a chance                  | 3:40 |             |
| B4     | It must be love               | 2:26 |             |
| B5     | When I'm with you             | 3:14 |             |